# ابن الصباغ الشافعي
هو عبد السيد بن محمد بن عبد الواحد بن أحمد بن جعفر أبن الصباغ البغدادي، أبو نصر، ابن الصباغ فقيه شافعي. هو عبد السيد بن محمد بن عبد الواحد بن أحمد بن جعفر أبن الصباغ البغدادي، أبو نصر، ابن الصباغ. كان فقيه العراقيين في وقته.

## حياته
مولده ووفاته في بغداد سنة (400 ه‍ - 477 ه‍ / 1010 م - 1084 م). وُلِّي التدريس بالمدرسة النظامية أول ما فتحت. وعمي في آخر عمره. قال ابن خلكان: كان فقيه العراقيين في وقته.

## سيرته العلمية

### شيوخه
درس على يد شيوخ منهم محمد بن الحسن بن الفضل القطان، أبو علي بن شاذان، وتفقه على القاضي أبي الطيب الطبري.

### تلامذته
حدث عنه : أَبو نصر الغازي، وإسماعيل بن محمد التميمي، والحافظ أبو بكر الخطيب في التاريخ وهو أكبر منه سنا، وأبو بكر محمد أبن عبد الباقي الأنصاري، وأبو القاسم إسماعيل بن أحمد بن عمر السمرقندي، وأبنه أبو القاسم علي بن عبد السيد

## مؤلفاته
1. الشامل في الفقه، وهو من كتب الشافعية،
2. َالكامل في الخلاف بين الشافعية والحنفية
3. تذكرة العالم والطريق السالم
4. كفاية السائل
5. العدة في أصول الفقه
6. الفتاوي

## آثاره
له:
- «الشامل» في الفقه.
- «تذكرة العالم».
- «العدة» في أصول الفقه.[4]